# 日高千景
日高 千景（ひだか ちかげ、1959年 - ）は、日本の歴史学者、経営学者。慶應義塾大学商学部教授。

## 人物・経歴
1982年横浜国立大学経営学部卒業。1989年東京大学大学院経済学研究科第二種博士課程単位取得退学。1993年博士（経済学）。武蔵大学経済学部専任講師、武蔵大経済学部助教授、武蔵大経済学部教授、首都大学東京大学院社会科学研究科経営学専攻教授を経て、慶應義塾大学商学部教授。

## 著作
- 『企業者活動と企業システム : 大企業体制の日英比較史』（大河内暁男, 武田晴人編）東京大学出版会 1993年
- 『戦英国綿業衰退の構図』東京大学出版会 1995年
- 『日本産業発展のダイナミズム』（武田晴人編） 東京大学出版会 1995年
- 『イギリス経済史 : 盛衰のプロセス』（湯沢威編）有斐閣 1996年
- 『日本の企業間競争』（宇田川勝, 橘川武郎, 新宅純二郎編）有斐閣 2000年
- 『日本の政策金融 1 (高成長経済と日本開発銀行)』（宇沢弘文, 武田晴人編）東京大学出版会 2009年

### 翻訳
- アルフレッド・チャンドラー著『スケールアンドスコープ : 経営力発展の国際比較』（安部悦生, 川辺信雄, 工藤章, 西牟田祐二, 山口一臣と共訳）有斐閣 2005年
- エディス・ペンローズ著『企業成長の理論』ダイヤモンド社 2010年